# Almatret
|  | Per a altres significats, vegeu «Tossals d'Almatret». |

Almatret és un municipi català de la comarca del Segrià, situat al sud-oest de la comarca. El terme municipal d'Almatret té una extensió de 56 km², el terreny és abrupte i és el municipi més alt del Segrià.
La climatologia de secà fa que a Almatret hi predomini flora adaptada a aquest clima. Molta extensió del poble està coberta per boscos de pins i arbustos, on hi ha una fauna molt variada. D'altra banda, bona part de la superfície està dedicada al conreu, bàsicament d'ametllers i oliveres, fet que origina grans extensions de paisatge típic de secà.
En aquest municipi es troba el Puntal dels Escambrons, la muntanya més alta del Segrià amb una altitud de 500 metres (5 metres més alta que la Punta de Montmaneu).

## Etimologia
El terme Almatret ja apareix en documents des del segle xiv. Probablement prové de l'àrab matrad («lloc de caça»).

## Geografia
- Llista de topònims d'Almatret (Orografia: muntanyes, serres, collades, indrets…; hidrografia: rius, fonts...; edificis: cases, masies, esglésies, etc.).

El terme municipal d'Almatret es troba a l'extrem sud de la comarca del Segrià, limítrof amb els termes municipals de Seròs i Maials, a la mateixa comarca, amb Riba-roja d'Ebre (Ribera d'Ebre) i amb Faió i Mequinensa (Franja de Ponent).
L'únic nucli de població del municipi es troba al bell mig d'un altiplà, el qual és envoltat per diversos tossals. Cal destacar la importància dels seus espais naturals, en especial els Tossals d'Almatret, inclosos en el Pla d'Espais d'Interès Natural.
Una altra de les característiques d'aquest poble és que el terme municipal limita amb l'Aragó mitjançant el curs natural del riu Ebre, essent aquest poble l'únic de la demarcació de Lleida per on passa el riu.
L'altura a la qual es troba el municipi junt amb el pas de l'Ebre pel seu terme proporcionen unes vistes privilegiades de l'Ebre i de la seva història.

## Història d'Almatret
Sembla que a les fondalades vora el riu Ebre -fora del pla d'Almatret-, hi va haver poblacions iberes, prop de l'anomenada Partida d'Escampillà, on s'han trobat nombroses restes històriques: ceràmica ibèrica, romana, una pedra de sacrificis celta, runes d'un castell (dit «dels Moros»), uns forns de vidre, etc.
L'anomenat «Castell dels Moros» sembla que l'aixecaren els romans quan la península Ibèrica estava dividida entre la Hispània Citerior i la Hispània Ulterior. Aquest castell està situat al cim de la serralada que divideix l'Escampillà del barranc de l'Aiguamoll.
L'anomenada «Pedra Escampillà» està situada prop del Castell dels Moros i és d'origen celta, cosa que ens indica que durant la Guerra de les Gàl·lies un grup celta es va assentar prop de la zona, per a protegir-la per als romans dels cabdills militars Indíbil i Mandoni. La pedra, de sentit religiós, té gravada una inscripció que diu «CONIAGELLIETAR», que pot significar «colònia fundada per Gellitar».
L'any 1149, el comte Ramon Berenguer IV conquereix Lleida, Fraga i Mequinensa. Atesa la proximitat d'Almatret a aquests nuclis de població sembla probable que el poble fos abandonat pels àrabs en aquestes dates. Berenguer IV va anar repartint el territori entre els nobles que l'havien ajudat i així és com a Ramon de Montcada li correspongueren Aitona i Seròs, fou nomenat comte d'Aitona (l'escut dels Montcada es pot veure damunt de la porta de l'antiga presó del poble). Posteriorment, a finals del segle xiii, aquestes terres passen a pertànyer als Entença. Així arribem a la data de 1301, en què se signa la carta de població d'Almatret.

## Gastronomia

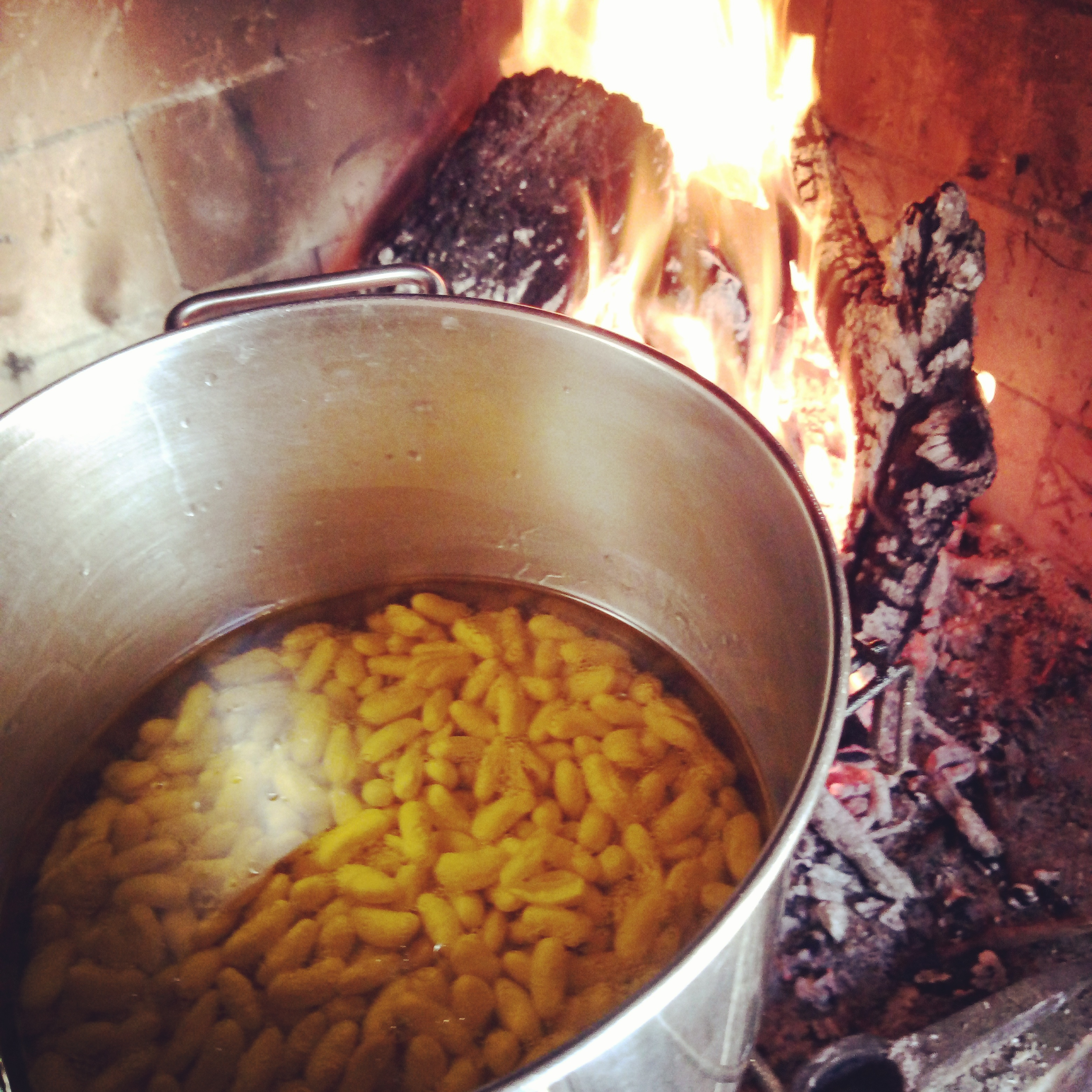
Olla d'oli

La base de l'alimentació ha sigut la cuina arrelada a la terra, amb allò que es recollia dels horts cada dia, molts plats cuinats en cassoles de fang, tupines i braceres de ferro: els estofats, el xup-xup de llegums, l'olla d'oli com a plat estrella, la cassolada de la samfaina, el conill amb ceba i ametlles, els bocadillos, cruixent massa de pa fregit i ensucrat que es consumeix de postres, i el pa de pagès tradicional.

## Demografia
| 1497 f | 1515 f | 1553 f | 1717 | 1787 | 1857  | 1877  | 1887  | 1900  | 1910  |
| ------ | ------ | ------ | ---- | ---- | ----- | ----- | ----- | ----- | ----- |
| 13     | 19     | 21     | 71   | 337  | 1.228 | 1.360 | 1.280 | 1.390 | 1.359 |

| 1920  | 1930  | 1940  | 1950  | 1960  | 1970 | 1981 | 1990 | 1992 | 1994 |
| ----- | ----- | ----- | ----- | ----- | ---- | ---- | ---- | ---- | ---- |
| 1.545 | 1.267 | 1.110 | 1.080 | 1.023 | 821  | 551  | 568  | 545  | 545  |

| 1996 | 1998 | 2000 | 2002 | 2004 | 2006 | 2008 | 2010 | 2012 | 2014 |
| ---- | ---- | ---- | ---- | ---- | ---- | ---- | ---- | ---- | ---- |
| 516  | 488  | 484  | 468  | 452  | 443  | 415  | 399  | 354  | 333  |

| 2016 | 2018 | 2020 | 2022 | 2024 | 2026 | 2028 | 2030 | 2032 | 2034 |
| ---- | ---- | ---- | ---- | ---- | ---- | ---- | ---- | ---- | ---- |
| 327  | 314  | 305  | 302  | 305  | -    | -    | -    | -    | -    |

## Festes, esdeveniments i associacions

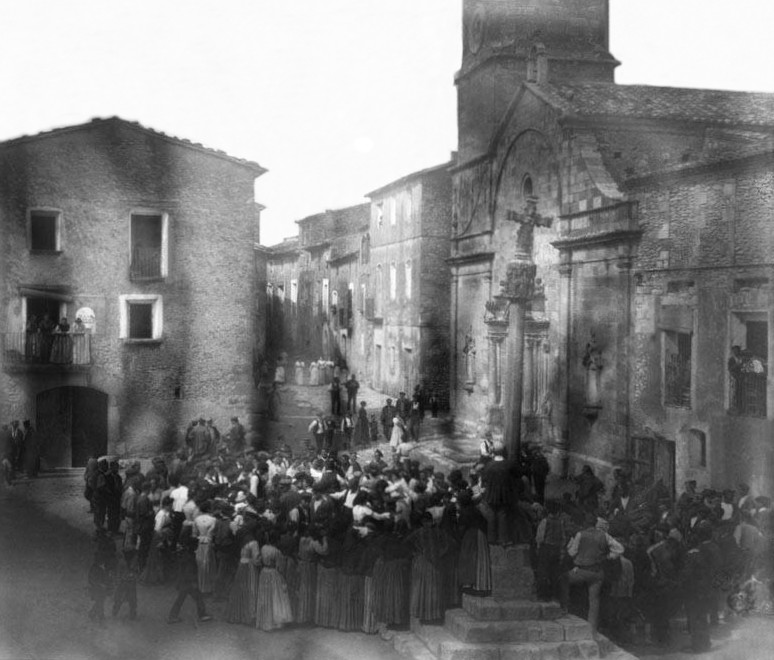
Detall de la plaça Major d'Almatret plena de gent el 1907

Les festes majors d'Almatret són la de Sant Miquel (29 de setembre) i la de Sant Blai (3 de febrer), també se celebra la festa de l'aigua en els dies festius de Setmana Santa.
Al març te lloc la cursa de BTT Xallenge David Duaigües i al setembre la cursa de muntanya Tossals d'Almatret, ambdues organitzades pel Club Ciclista i Excursionista Almatret. El municipi també té una associació gastronòmica amb presència a l'Aplec del Caragol de Lleida, la colla Reginetes de Secà.